# All Elite Wrestling
All Elite Wrestling, afgekort als AEW, is een Amerikaans media- en entertainmentbedrijf dat zich specialiseert in het professioneel worstelen en dat opgericht werd op 1 januari 2019. AEW wordt beschouwd als de tweede grootste worstelbedrijf achter de World Wrestling Entertainment.
Sinds 2 oktober 2019 is All Elite Wrestling live te zien op TNT Drama met de show AEW Dynamite.
Miljardair Shahid Khan is de hoofdinvesteerder en zijn zoon Tony is de eigenlijke stichter. Sleutelfiguren zijn initiatiefnemers Kenny Omega, Cody Rhodes, The Young Bucks en Brandi Rhodes.
"All Elite Wrestling" gaat de concurrentie aan met de World Wrestling Entertainment (WWE), het grootste bedrijf op het gebied van sportentertainment. "All Elite Wrestling" produceert sinds 2 oktober 2019 de wekelijkse show AEW Dynamite op TNT en wordt elke woensdag uitgezonden. Sinds 8 oktober zend AEW ook een tweede show uit genaamd, AEW Dark, in het uur na Dynamite wordt het evenement opgenomen en uitgezonden op het Youtube-kanaal van de promotie. De hoofdzetel van de organisatie is het TIAA Bank Field, dat is gelegen in Jacksonville, Florida.

## Geschiedenis

### Achtergrond
"All Elite Wrestling" werd opgericht als reactie op de slinkende kaartenverkoop van worstelorganisaties als Ring of Honor (ROH) en Impact Wrestling. Dave Meltzer - eindredacteur van het magazine Wrestling Observer Newsletter - berichtte hier over in 2017, waarmee hij verwees naar de hegemonie van alsmede het gebrek aan waardige concurrentie voor de populaire organisatie World Wrestling Entertainment (WWE), hoewel ook het grootste bedrijf op vlak van sportentertainment gestaag kijkcijfers verloor.
Meltzers noodkreet kon rekenen op gehoor van professioneel worstelaars Cody Rhodes en The Young Bucks (Matt en Nick Jackson), een tag team dat actief was in Japan en uitkwam voor de worstelorganisatie New Japan Pro Wrestling. Rhodes en The Young Bucks besloten op eigen kracht een show te organiseren met als doel die zo spectaculair mogelijk te verkopen. Het evenement, waarbij worstelaars van Ring of Honor optraden, vond plaats in september 2018 en kreeg de naam All In. Rhodes en The Young Bucks sloegen vervolgens de handen in elkaar en stonden vier maanden later aan de wieg van "All Elite Wrestling".
Ring of Honor en Total Nonstop Action Wrestling waren ooit de grootste concurrenten van de World Wrestling Entertainment, maar lokken tegenwoordig minder kijkers. Volgens journalisten, insiders en prominente worstelfiguren staat de World Wrestling Entertainment in de Verenigde Staten op eenzame hoogte en heeft het bedrijf mededinging nodig om de achting van het product - zijnde professioneel worstelen - in de Verenigde Staten te stimuleren. Bovendien zou men er baat bij hebben om het product internationaal verder te promoten, hetgeen concurrentie volgens velen kan bevorderen.

### Lancering

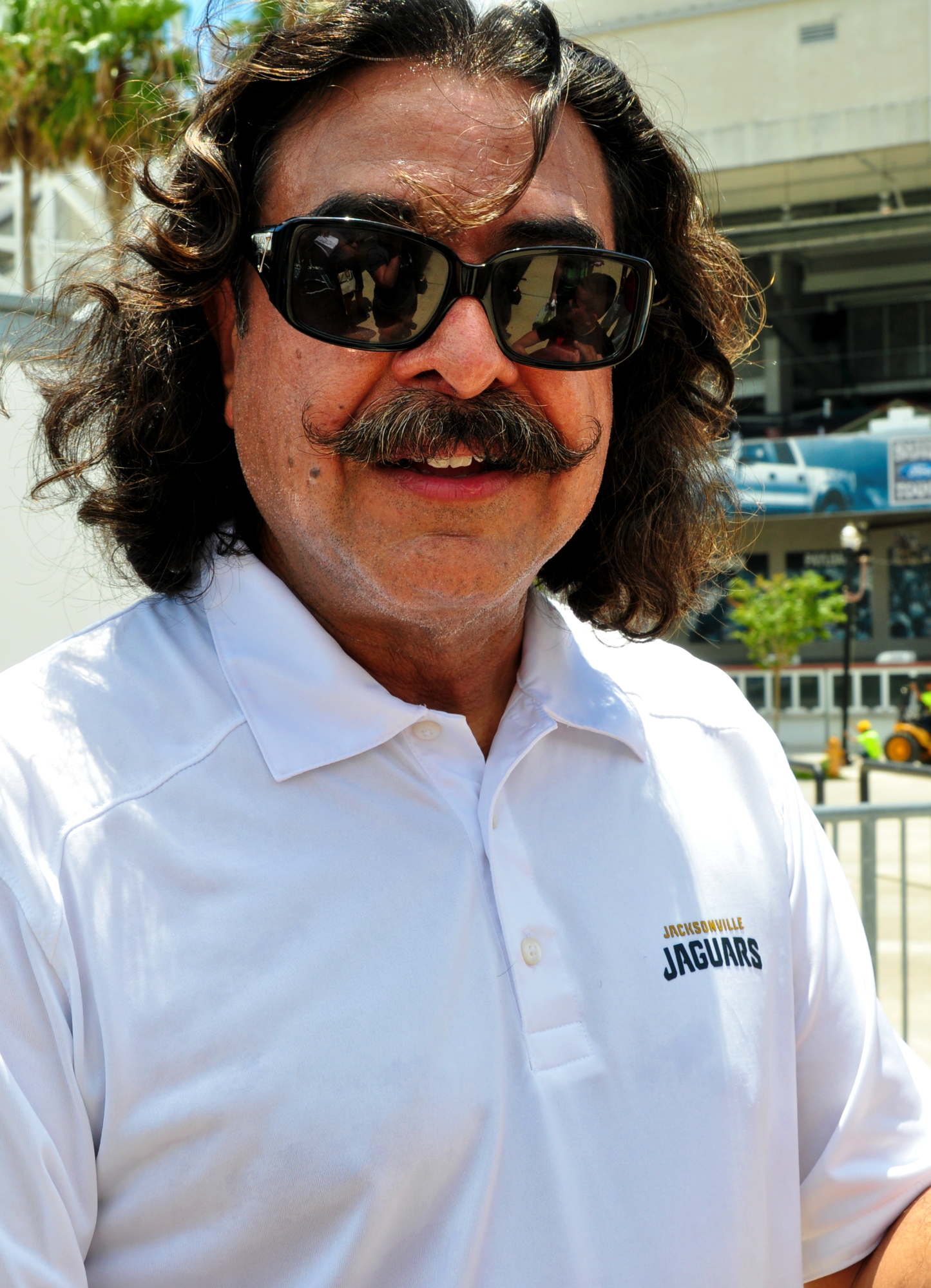
Shahid Khan, eigenaar van "AEW" (foto, 2014)

"All Elite Wrestling" werd voor het eerst gepromoot op 5 november 2018, toen de oprichting van het bedrijf werd aangekondigd in Jacksonville, Florida en aanvankelijk werden verschillende bedrijfsnamen naar voor geschoven. Uiteindelijk werd gekozen voor "All Elite Wrestling". Pakistaans miljardair Shahid Khan is de mecenas van het bedrijf en is hoofdinvesteerder. Ook zijn zoon Tony vervult een bestuursfunctie, met name als bestuursvoorzitter. Khan is eigenaar van de Engelse voetbalclub Fulham F.C., dat meermaals uitkwam in de Premier League. Voorts bezit hij de Jacksonville Jaguars, een American footballteam. Khan is gefortuneerder dan Vince McMahon - eigenaar van de World Wrestling Entertainment (WWE) - en zou ± € 4 miljard meer op de bankrekening hebben staan.
Brandi Rhodes, echtgenote van Cody Rhodes, werd aangesteld als Chief Brand Officer (CBO) op 3 januari 2019. Op 8 januari 2019 werd een persconferentie gehouden bij het TIAA Bank Field waar het bedrijf enkele werknemers aankondigde, waaronder Christopher Daniels, Frankie Kazarian en Chris Jericho. Men maakte duidelijk dat het richtpunt van het bedrijf er in bestaat de World Wrestling Entertainment te contesteren als grootste worstelpromotie van de Verenigde Staten. Met de financiële steun van Khan is "AEW" de eerste terdege concurrent voor de World Wrestling Entertainment in twintig jaar, oftewel sinds de val van World Championship Wrestling in 2001.

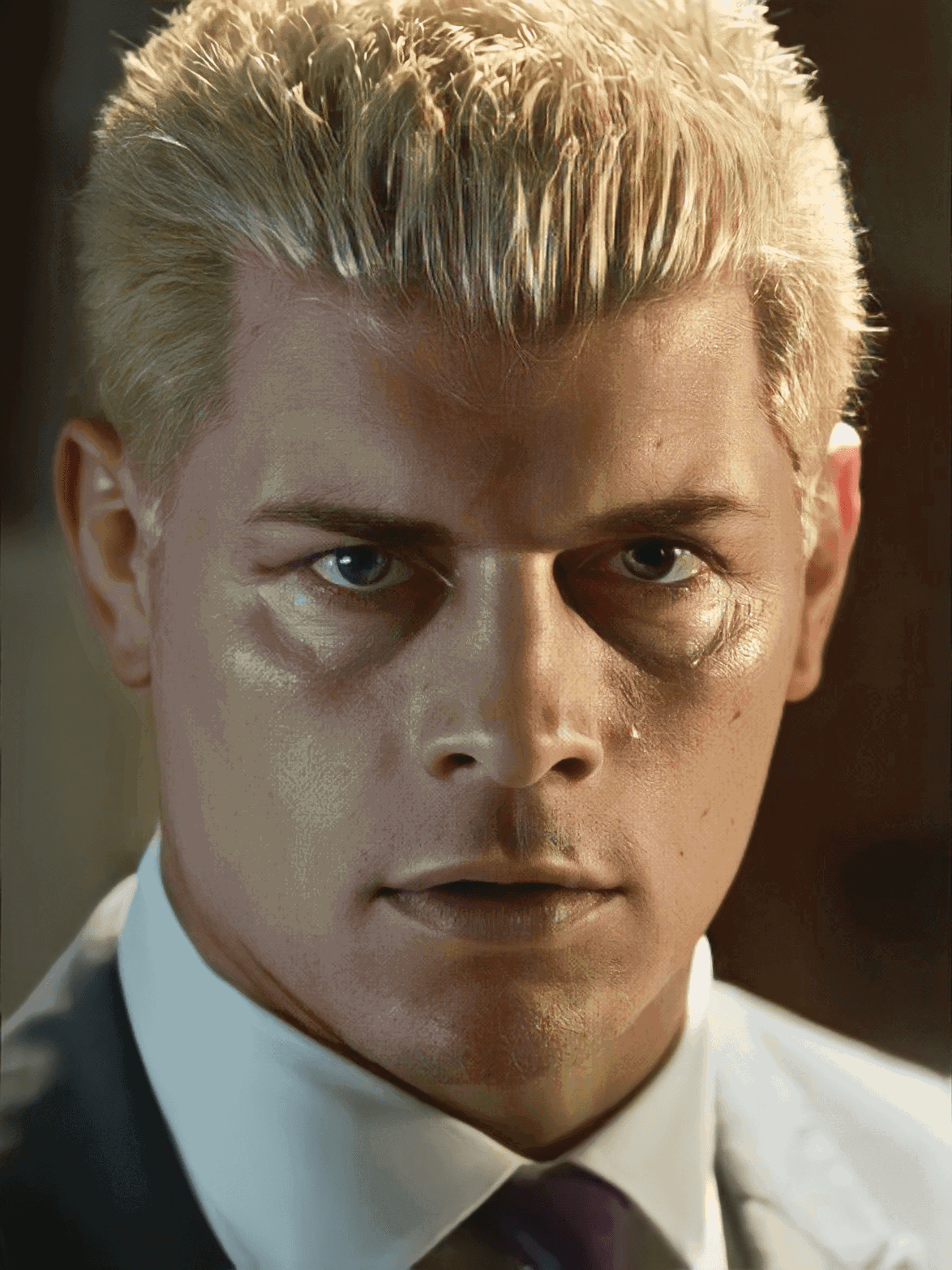
Cody Rhodes met The Young Bucks en Kenny Omega hielp de promotie op gang te brengen (foto, 2018)

Op 15 mei 2019 werd een televisiecontract ondertekend met TNT. Voorlopig is het AEW World Championship het exclusieve kampioenschap dat in de competitie wordt bekampt, echter werd een inaugurele winnaar nog niet bepaald. Verschillende worstelaars met een verleden in de World Wrestling Entertainment sloten zich meteen aan bij "All Elite Wrestling", volgens insiders een treffende vaststelling. Tot deze worstelaars behoren onder meer Billy Gunn, Jerry Lynn - als trainers -, Adrian Neville ("Pac"), Kenny Omega en Trent Baretta, waarvan de laatste twee niet verder geraakten dan opleidingscentra van de WWE alvorens te worden ontslagen. "J.R." Jim Ross doet dienst als commentator. Ross was jarenlang commentator bij de World Wrestling Entertainment en was immens populair. In de lente van 2019 werd een pay-per-view (PPV) evenement georganiseerd, Double or Nothing, dat plaatsvond op 25 mei 2019.
In de meest geanticipeerde wedstrijd van de avond nam Chris Jericho de maat van Kenny Omega, een vriend van Cody Rhodes die net als laatstgenoemde de gang van zaken in "All Elite Wrestling" beheert als Executive Vice President. Omega en Rhodes werden vrienden in Japan, waar beiden onder contract stonden bij New Japan Pro Wrestling. Rhodes was tien jaar lang actief in de World Wrestling Entertainment, maar stapte zelf op in 2016. Bij het evenement Double or Nothing van "All Elite Wrestling" maakte Jon Moxley zijn debuut waardoor Omega verloor, wat wordt beschouwd als een sterk signaal aan de World Wrestling Entertainment. Moxley en Rhodes staken effectief hun middelvinger op naar de WWE. Moxley verliet de WWE in april 2019 wegens ontevredenheid over zijn worstelkarakter ("gimmick") "Dean Ambrose".

## Lijst van huidige worstelaars in AEW
- All Elite Wrestling Rooster

## Huidige kampioenen
Update: 13 oktober 2023
| Kampioenschap                   | Huidige kampioen                                         | Datum             | Vorige kampioen                                             | Evenement               | Opmerkingen |
| ------------------------------- | -------------------------------------------------------- | ----------------- | ----------------------------------------------------------- | ----------------------- | ----------- |
| AEW World Championship          | MJF                                                      | 19 november 2022  | Jon Moxley                                                  | Full Gear               | [ 16 ]      |
| AEW World Tag Team Championship | Ricky Starks & Big Bill                                  | 7 oktober 2023    | FTR (Dax Harwood & Cash Wheeler)                            | Collision               | [ 17 ]      |
| AEW World Trios Championship    | The Acclaimed (Max Caster & Anthony Bowens) & Billy Gunn | 27 augustus 2023  | House of Black (Malakai Black, Brody King & Buddy Matthews) | All In                  | [ 18 ]      |
| AEW International Championship  | Orange Cassidy                                           | 10 oktober 2023   | Rey Fénix                                                   | Dynamite: Title Tuesday | [ 19 ]      |
| AEW TNT Championship            | Christian Cage                                           | 23 september 2023 | Luchasaurus                                                 | Collision               | [ 20 ]      |
| AEW Women's World Championship  | Hikaru Shida                                             | 10 oktober 2023   | Saraya                                                      | Dynamite: Title Tuesday | [ 19 ]      |
| AEW TBS Championship            | Kris Statlander                                          | 28 mei 2023       | Jade Cargill                                                | Double or Nothing       | [ 21 ]      |
| FTW Championship                | Hook                                                     | 27 augustus 2023  | Jack Perry                                                  | All In                  | [ 18 ]      |

## Galerij

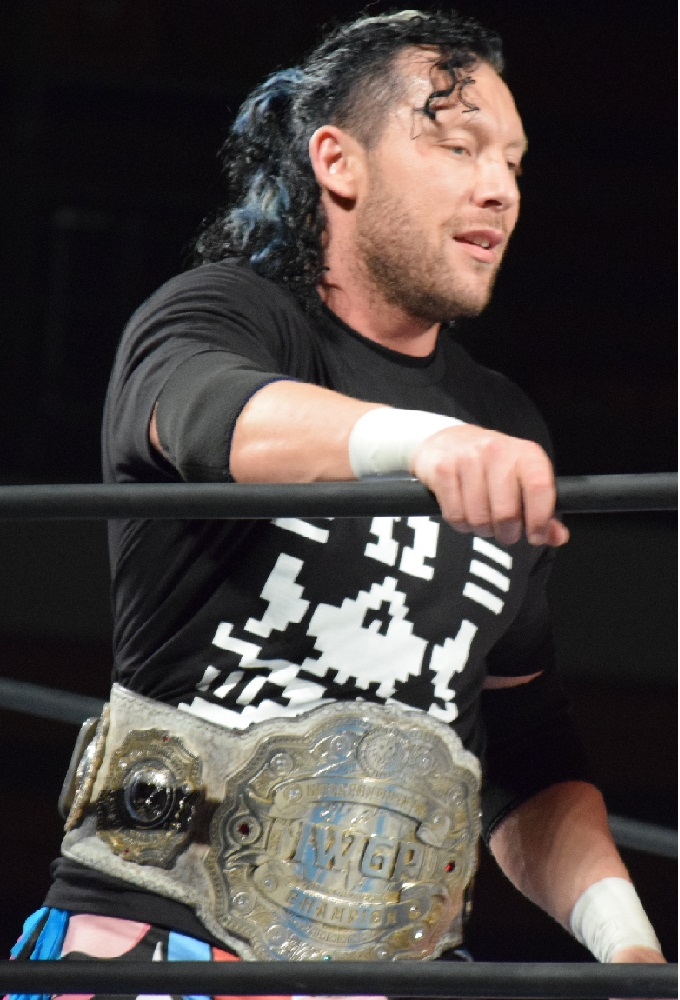
Kenny Omega
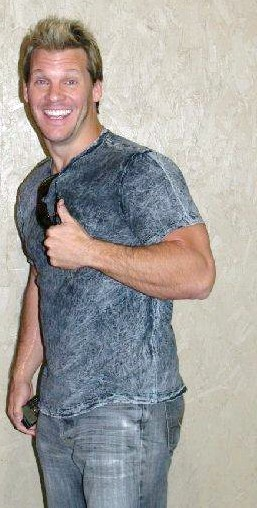
Chris Jericho
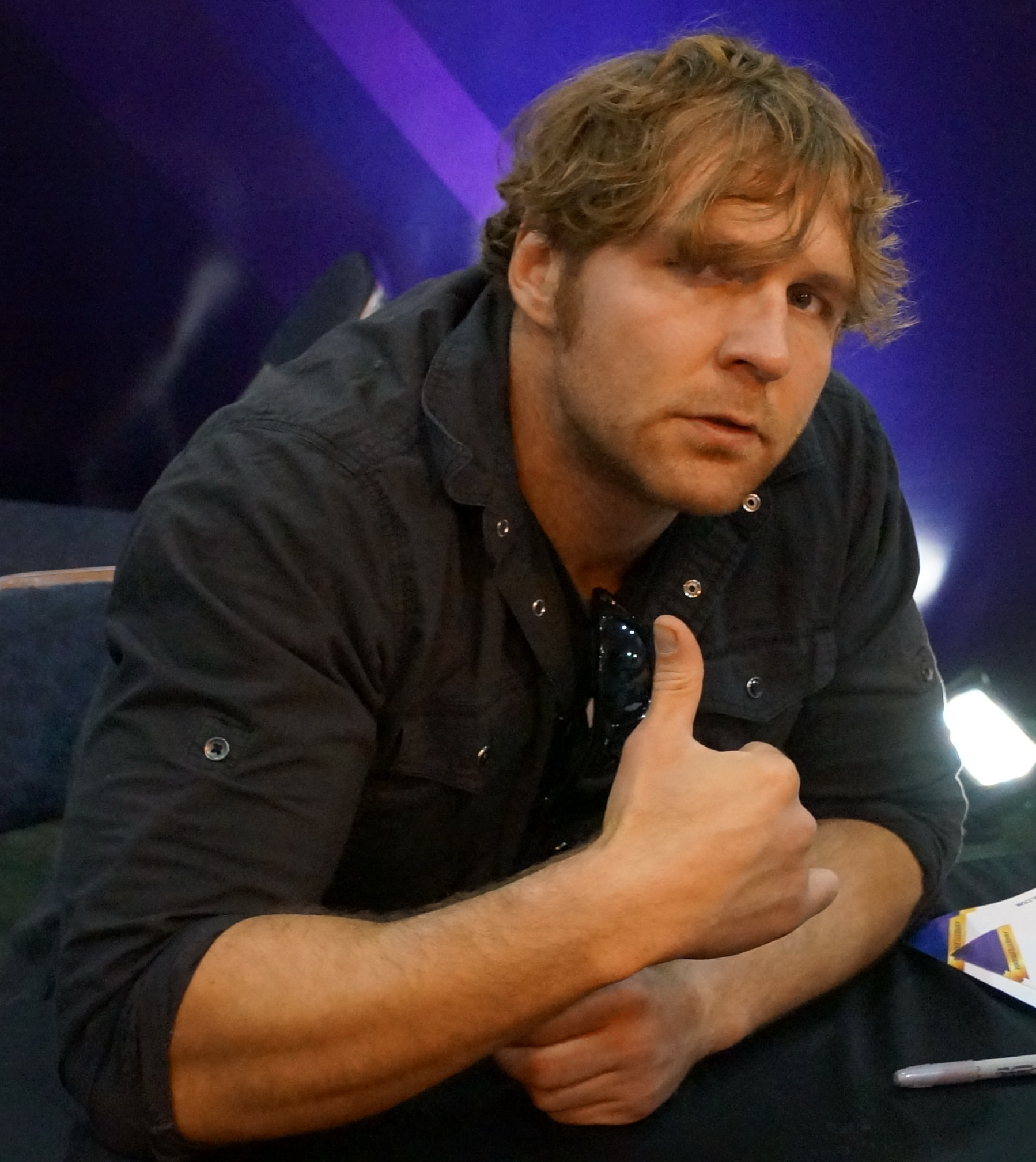
Jon Moxley
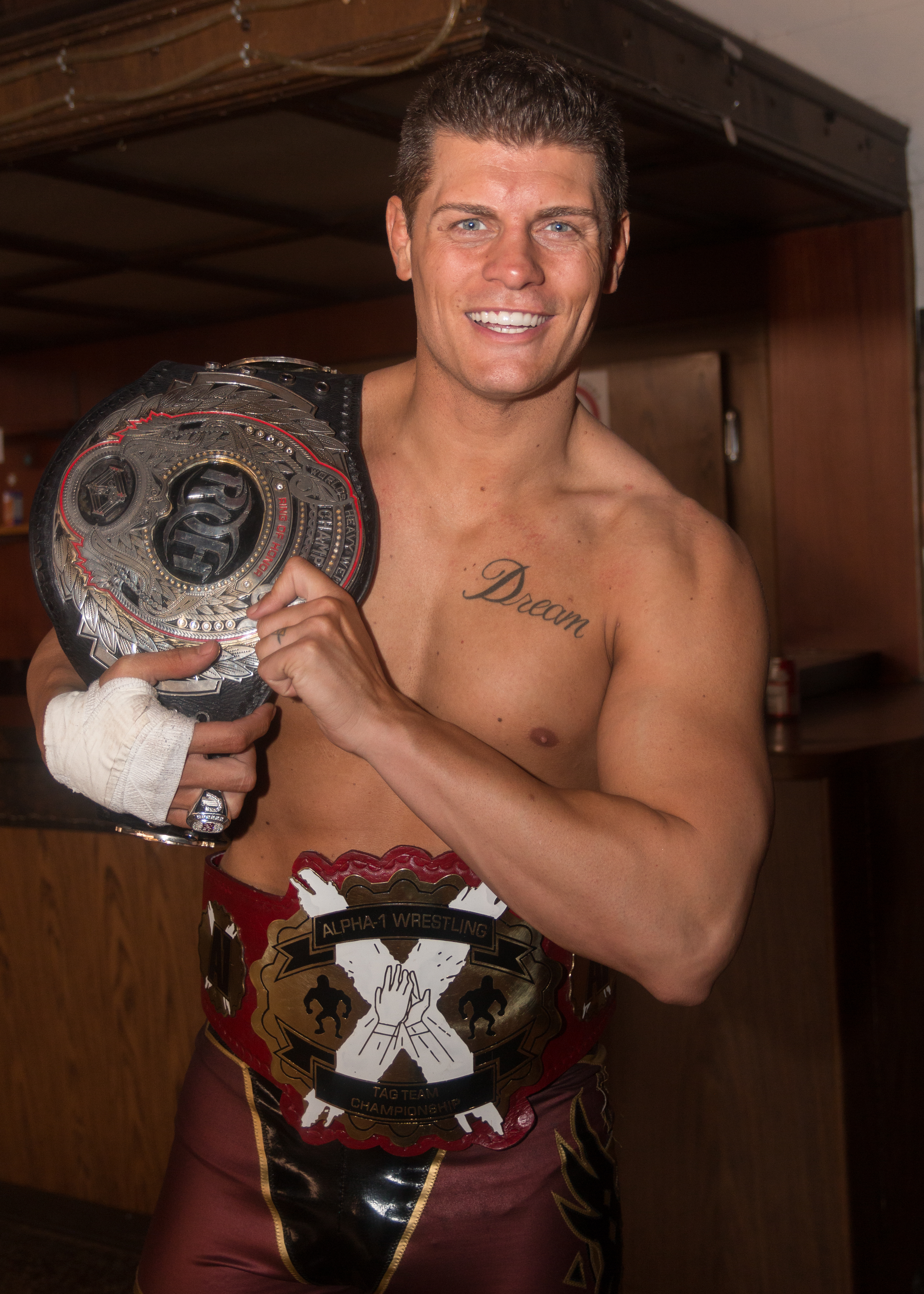
Cody Rhodes
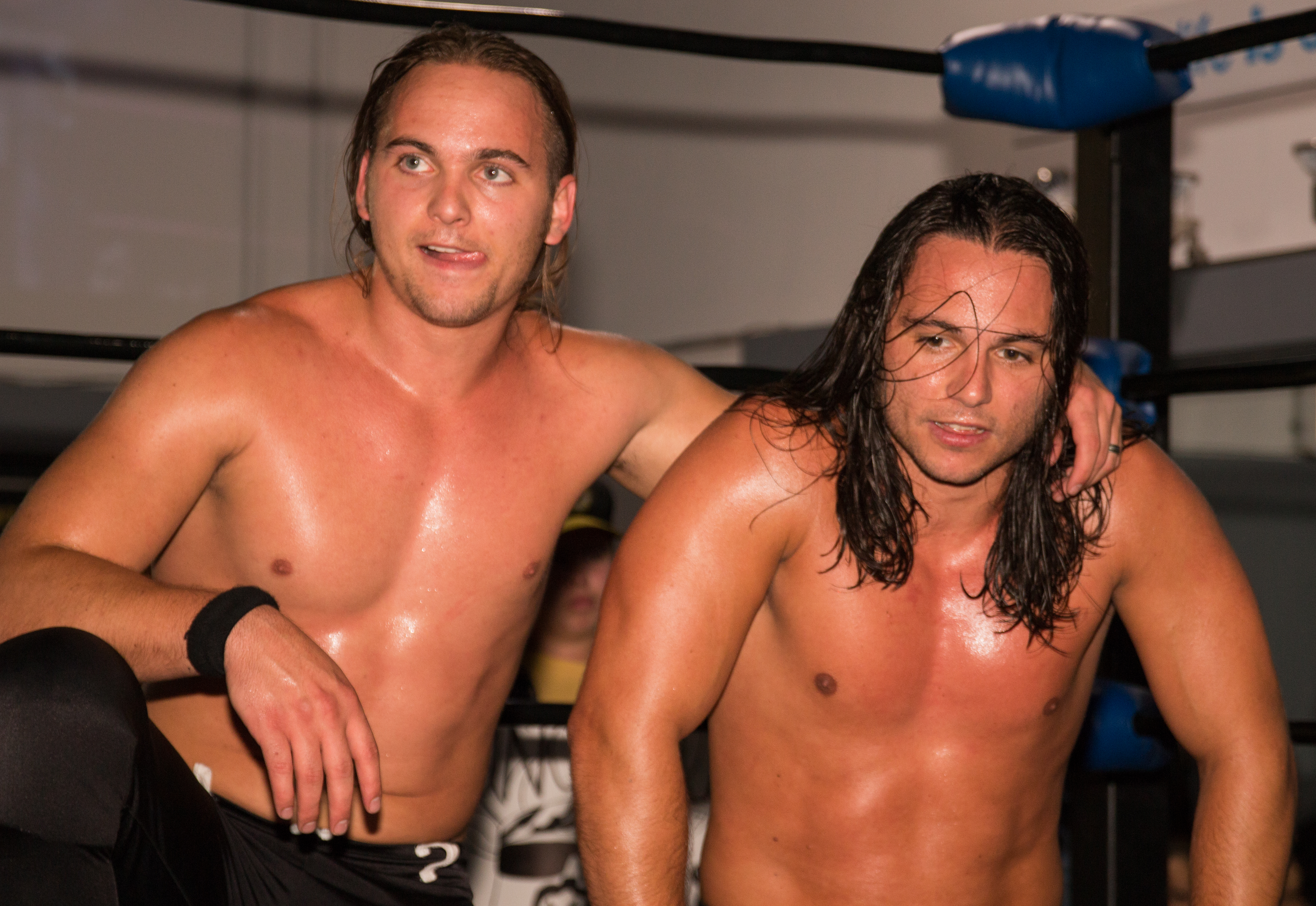
The Young Bucks, Nick (links) en Matt Jackson